# 天太乳业
天太乳业集团位於四川省南充市，是四川省内较为知名奶制品生产商。

## 历史
由始建于1956年的原南充市乳制品公司为主体改制组建的公司。其生产的产品主要以奶制品为主，如纯牛奶、酸奶、乳味饮料、核桃花生牛奶、铁锌牛奶等。奶源均为公司牧场所产，因而在2008年中國奶製品污染事件中未受到污染。